# 小西裕子
小西 裕子（こにし ゆうこ）は、日本のソングライター・音楽クリエーター。新潟県出身。
ハイキックエンタテインメントに所属。

## 人物
尚美ミュージックカレッジ専門学校音楽総合アカデミー学科作曲コース卒業生。学生時代よりシンガーソングライターとして、ピアノ弾き語りライブ活動を行う。専門学校卒業以降、音楽クリエーター事務所・ハイキックエンタテインメントに所属し、現在では主に、作曲家・作詞家として活動している。

## 楽曲提供
AKB48
- 「チャンスの順番」（作曲）

SKE48
- 「なんて銀河は明るいのだろう」（作曲）

Hana Hope
- 「旅のゆくえ」（作詞）

3B junior
- 「原色エモーション」（作曲）

EBiDAN 39&KiDS
- 「ベジベジポリス」（作詞）

T-ARA
- 「Sign」（作曲）

KARA
- 「ファンファーレ」（作詞）

Someday Somewhere
- 「いつの日かどこかで」（作曲）

アイドリング!!!
- 「70億分の1」（作詞）

真野恵里菜
- 「大切なキセキ」（作曲）
- 「みんな、ありがとう。」（作曲）

LinQ
- 「Chocolate Kiss」（作詞）

田﨑あさひ
- 「サクラ時計」（作詞）

釘宮理恵
- 「夢の中」（作詞）

THE IDOLM@STER CINDERELLA GIRLS!
- 「輝く世界の魔法」（作曲）

三浦あずさ（cv.たかはし智秋）
- 「晴れ色」（作曲）

チーム・ハンサム！
- 「君だけのHERO」（作詞）

メチャハイ♡
- 「Lost in the Rain」（作曲）

つりビット
- 「旅立ちキラリ。」（作曲）

Cupitron
- 「火星ツアー」（作曲）

Sherry
- 「Post Post」（作詞）

小西裕子
- 「はっぱのおやこ」（作曲＆Vocal）

まあたん
- 「はぴはぴパレード」（作詞＆作曲）

桜井梨穂子（cv.新谷良子）
- 「星」（作詞）

ワンド オブ フォーチュン
- 「my little girl」（作曲／編曲）[4]

恋愛番長 命短し恋せよ乙女！Love is Power
- 「White Light」（作曲／編曲）
- 「Winter Story」（作曲／編曲）

### ユニットメンバー
1. ↑  神崎蘭子（内田真礼）、アナスタシア（上坂すみれ）、高垣楓（早見沙織）、輿水幸子（竹達彩奈）、渋谷凛（福原綾香）